# Rhynchosia chapelieri
Rhynchosia chapelieri là một loài thực vật có hoa trong họ Đậu. Loài này được Baill., p.p.A miêu tả khoa học đầu tiên.